# NK Drava
 (août 2022).
Maillots
Le NK Drava est un club de football slovène basé à Ptuj.

## Historique
- 1933 : fondation du club

## Anciens joueurs
- Ricardo Sousa
- John Ogu